# Blanche DuBuisson
Blanche DuBuisson (geb. Blanche Fournier, * 1. Dezember 1879 in Québec; † nach 1952 in Montreal) war eine kanadische Sängerin und Schauspielerin.

## Leben und Wirken
Blanche Fournier wurde als 17. von 21 Kindern ihrer Eltern geboren. Sie heiratete 1898 den Schauspieler Damase Champagne, und beide traten fortan unter dem gemeinsamen Bühnennamen DuBuisson auf. Sie übersiedelten 1899 nach Montreal und traten zunächst im Konzertcafé Eldorado auf.
Um 1900–1901 wirkte DuBoisson in Aufführungen von Carmen, Les cloches de Corneville, La mascotte, La fille du tambour-major, La Traviata und Lucia di Lammermoor unter Leitung von Ernest Lavigne im Sohmer Park mit. in der gleichen Zeit nahm sie an zwei Tourneen der Truppen von F. Delville und Henri Miro nach Saint-Pierre und Miquelon teil.
1902 trat sie mit ihrem Mann am Bijou theatre auf und sang dort mit Louis Vérande, Lucien Boyer und Albert Roberval Nummern aus Operetten und Vaudevilles. 1903 kehrte sie nach Montreal zurück und trat dort neben Rose Delyus, Juana Laviolette und Victor Occellier auf. Sie wurde einer der Stars  am Théâtre national und Théâtre des Nouveautés, arbeitete u. a. mit Paul Gury und Nana de Varennes zusammen und tourte mit Albert Roberval, Albert Duquesne, Paul Coutlée und Elzéar Hamel. Am Théâtre canadien-français spielte sie Operetten in einer Truppe mit Jeanne Maubourg, Simone Rivière, Armand Robi und Hector Pellerin.
Wegen Problemen mit der Stimme wandte sie sich in den 1920er Jahren dem Schauspiel zu. Sie trat in der Regie von Jean-Baptiste Mallet in Madame Sans-gêne auf und spielte in den 1920er Jahren an den fahrenden Bühnen Montreals und Québecs.
1935 übertrug ihr Robert Choquette die Rolle der Madame Bouchard in seiner Radio-Soap Le curé de village, an der sie bis 1938 mitwirkte. Es folgten weitere Auftritte in Un homme et son péché (1939–1956), Jeunesse dorée (ab 1942) und La métairie Rancourt (1941–1952).